# 송철원
송철원(宋哲元, 1942년~)은 대한민국의 교육인이자 역사학자다. 건국대학교 교수, 대한교과서 상임고문, 에듀티브이 회장을 역임했으며 지금은 현대사기록연구원장으로 재직중이다.
1942년 서울특별시에서 태어났으며 경기고등학교와 서울대학교 정치학과를 졸업했다. 대학 재학 당시 1960년 4·19 혁명 이후 학생 운동을 주도했으며 서울대 문리대 내 학원 프락치(사찰요원) 사건을 폭로하였고 그로 인해 중앙정보부로부터 보복 린치를 당해 1964년 6·3 항쟁의 기폭제가 되기도 했다.
그는 역사를 만드는 건 특별한 소수가 아닌 일반인 다수라며 역사를 만들어간 사람들의 얘기를 있는 그대로 정리해야 한다고 주장했다. 다양한 시선을 존중해야 다양한 의사가 반영되는 사회가 된다고 생각하여 다원화 시대에는 이러한 기록이 더욱더 필요하다고 했다.
박정희와의 악연으로 『아! 문리대』, 『박정희와 일본』, 『박정희 쿠데타 개론』 등 박정희 시리즈를 책으로 내고 있다. 집필을 위해 수집한 자료는 국가기록원에 기증하고 스크랩북을 가지고 있다.
시인 김지하와 친분이 있었다.

## 출연 방송
- 2021년 5월 21일: [시사직격 KBS] 비상계엄 1부, K공작계획의 실체
- 2020년 5월 27일: [오월평화 기원 릴레이] 송철원 고문
- 2021년 5월 18일: [kbc 창사 26주년 특집] 세상에 착한 쿠데타는 없다, 토크멘터리 쿠데타의 역사 1부
- 2021년 8월 10일: [안동518광주민주항쟁위원회 워크숍] 박정희쿠데타개론 1부
- 2021년 8월 6일: [안동518광주민주항쟁위원회 워크숍] 박정희쿠데타개론 2부